# Льонд (Великопольське воєводство)
Льонд (пол. Ląd) — село в Польщі, у гміні Льондек Слупецького повіту Великопольського воєводства.
Населення — 538 осіб (2011).
У 1975-1998 роках село належало до Конінського воєводства.

## Демографія
Демографічна структура станом на 31 березня 2011 року:
|          | Загалом | Допрацездатний вік | Працездатний вік | Постпрацездатний вік |
| -------- | ------- | ------------------ | ---------------- | -------------------- |
| Чоловіки | 294     | 46                 | 223              | 25                   |
| Жінки    | 244     | 41                 | 150              | 53                   |
| Разом    | 538     | 87                 | 373              | 78                   |